# Неопалимая купина

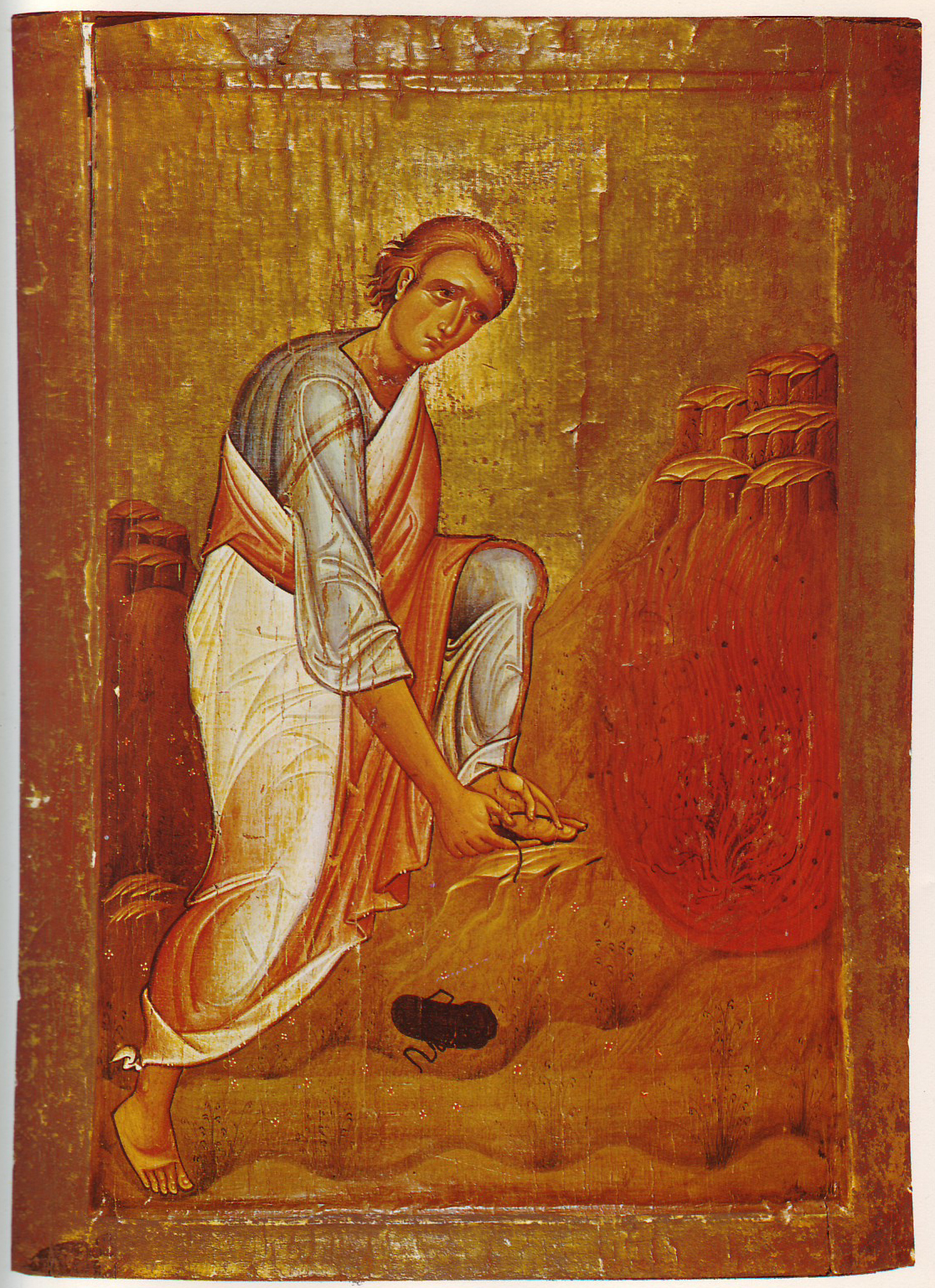
Моисей перед Неопалимой купиной (икона XII века, монастырь Святой Екатерины)

Неопали́мая купина́ — в Пятикнижии: пылающий, но не сгорающий куст, в котором Бог явился Моисею, пасшему овец в пустыне близ горы Синай. Когда Моисей подошёл к кусту, чтобы посмотреть, «отчего куст горит огнём, но не сгорает» (Исх. 3:2), Бог воззвал к нему из горящего куста, призвав вывести народ Израиля из Египта в Обетованную землю.

## Идентификация растения
В тексте Библии не описываются признаки горящего кустарника, и о нём известно лишь его название на древнееврейском языке: др.-евр. סְּנֶה‬ снэ. Кроме упоминания данного слова в контексте описания неопалимой купины, представшей перед Моисеем, оно встречается в Пятикнижии лишь ещё один раз (Втор. 33:16), вновь в качестве отсылки к тому же событию, произошедшему с Моисеем.
Синодальный перевод Библии называет это растение «терновым кустом», однако толкования по этому вопросу не столь однозначны. В Монастыре Святой Екатерины на Синайском полуострове в качестве «неопалимой купины» демонстрируется кустарник ежевики священной (Rubus sanctus или Rubus sanguineus), однако данный вид не эндемичен для Синайского полуострова, а куст, растущий в монастыре, был культивирован местными монахами.
В книге ботаника Михаэля Зохари «Растения Библии» выдвигается версия, что речь шла о полукустарнике сенне александрийской ввиду сходства древнееврейского названия растения с арабским названием сенны, а в книге натуралиста Генри Бейкера Тристама «Фауна и флора Палестины» было выдвинуто предположение о том, что речь идёт о ремнецветнике, паразитирующем на других деревьях и гипотетически способным произвести впечатление горящего дерева благодаря яркой окраске своих цветков. Израильские исследователи Александр и Женя Флейшер также отмечали свойство ясенца белого, в народной речи иногда называемого «неопалимой купиной», выделять фитонциды, легко воспламеняющиеся при поднесении к растению зажжённой спички, однако ясенец не эндемичен для Синайского полуострова, и описанное моментальное возгорание не соответствует библейскому описанию продолжительного горения.
В еврейских источниках многие толкователи склоняются к мнению, что кустарник «снэ» был кустом ежевики священной, но встречается также идентификация кустарника как сенны александрийской, дерезы, зизифуса настоящего, цистанхе и других растений. Были высказаны и мнения о том, что речь идёт не о названии конкретного растения, а о собирательном названии кустарниковой поросли, горение которой в пустыне на обширном участке могло произвести глубокое впечатление на наблюдателя, а также о проведении параллели между кустарником и напоминающими кустарники живописными дендритами в рассыпанных по пустыне кристаллах.
У мусульманских толкователей встречается идентификация кустарника, вероятно основанная на еврейских источниках, как растения по названию «аусадж» (араб. عوسج‎), что может означать дерезу обыкновенную или крушину, а также как ежевики священной или зизифуса настоящего.

## В христианстве
В христианстве Неопалимая купина — один из ветхозаветных прообразов, указывавших на Богоматерь. Эта купина знаменовала собою непорочное зачатие Богоматерью Христа от Духа Святого. В Православии неопалимая купина является также символом исихазма, так как исихаст постепенно рождает в самом себе ни в коем случае не являющегося ни Богом, ни наместником Бога на Земле в какой бы то ни было форме богочеловека по благодати (по энергиям, по имени), подобно рождению Богоматерью единственного во веки веков Богочеловека по сущности (по природе), и потому, что при необходимости старец, подобно Моисею, может вести своих духовных чад, при Иисусовой молитве призывается Святой Дух, а история исихазма связана с монастырём Святой Екатерины.

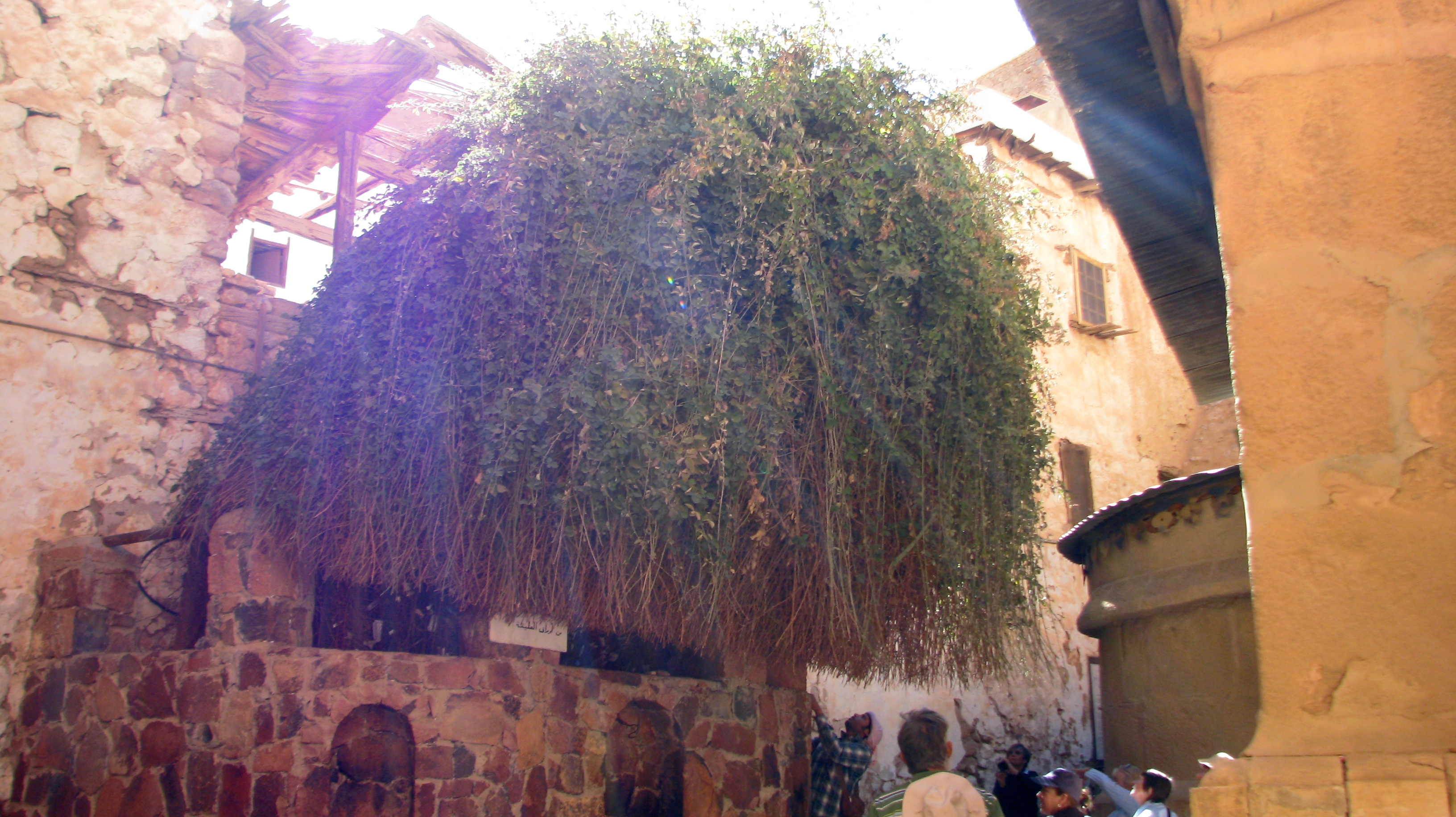
Неопалимая купина в монастыре Святой Екатерины

В православном монастыре Святой Екатерины на Синайском полуострове почитается куст, по преданию считающийся неопалимой купиной.
В монастыре в IV веке была построена часовня Неопалимой купины. О ней и о Купине упоминает в своём рассказе о Святых местах Востока, написанном в конце IV века, паломница Сильвия (Эгерия):

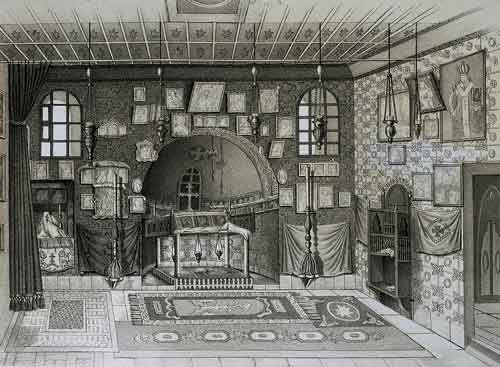
Интерьер часовни Неопалимой купины (литография рисунка архимандрита Порфирия (Успенского), 1857 год)

Пройти же до начала этой долины было нам необходимо потому, что там было много келий святых мужей, и церковь в том месте, где находится купина: эта купина жива и до днесь и дает отпрыски… А эта купина, как я сказала выше, есть та, из которой глаголал Господь к Моисею в огне, и находится в местности, где есть много келлий и церковь, в начале долины. А перед церковью прелестный сад, с обилием превосходной воды, и в этом саду купина.

Престол часовни расположен не как обычно над мощами святых, а над корнями Купины. Для этой цели куст был пересажен в нескольких метрах от часовни, где продолжает расти дальше. В часовне нет иконостаса, скрывающего алтарь от верующих, и паломники могут видеть под престолом место, где росла Купина. Оно обозначено отверстием в мраморной плите, закрытым серебряным щитом с чеканными изображениями горящего куста, Преображения, Распятия, евангелистов, святой Екатерины и самого Синайского монастыря.
В России куст Неопалимой купины находится в Екатерининской пустыни в г. Видное Московской области. Этот куст выращен из отростка, привезённого в 2003 году из монастыря Святой Екатерины на Синайском полуострове.

### Православная иконография

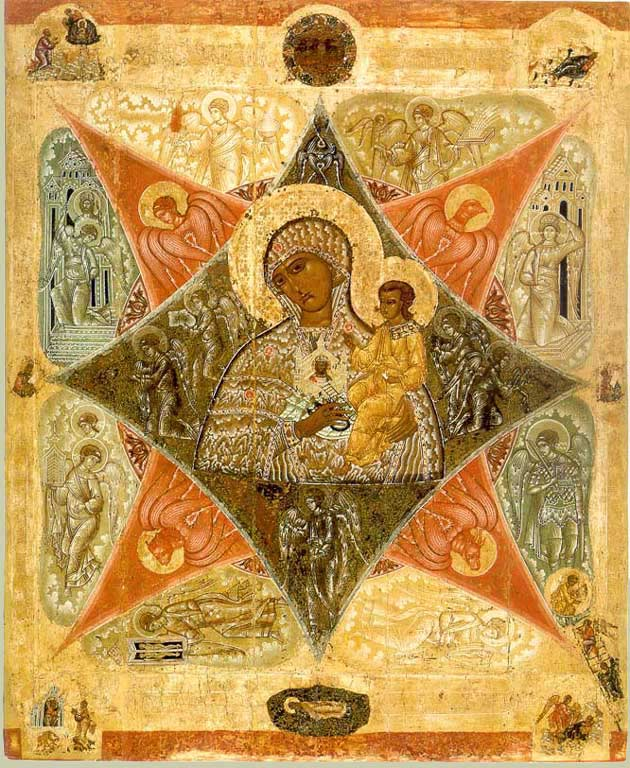
Икона Богородицы Неопалимая Купина

В православии наименование иконы Богоматери, символически раскрывающей сразу несколько аспектов её почитания и составленной на основе важнейших ветхозаветных прообразов воплощения Христа.
В центре иконы располагается изображение Богоматери с младенцем, которая, как правило, держит в своих руках ряд символических атрибутов, связанных с ветхозаветными пророчествами: Гору из пророчества Даниила, Лестницу Иакова, Врата Иезекииля и т. п. Это изображение заключено в восьмиконечную звезду, образованную двумя четырёхугольниками — зелёным и красным (естественный цвет Купины и цвет объявшего её пламени). Вокруг него, в свою очередь, располагаются изображения четырёх ветхозаветных сюжетов: Моисей перед Купиной, сон Иакова, Врата Иезекииля и Древо Иесеево. Другая тема иконы — служение ангелов Богоматери и поклонение небесных сил чудесному рождению Бога от Девы — их изображения располагаются в лучах восьмиконечной звезды; среди них — архангелы и безымянные ангелы — олицетворения стихий, известные из Толковой Палеи, Книги Еноха и других апокрифических сочинений.
В целом эта тема нашла своё отражение во многих богослужебных текстах, откуда, очевидно, и была заимствована (ср. напр. «Всякое естество ангельское удивися великому Твоего вочеловечения делу» — Акафист Богоматери, кондак IX и др.). Предание, повествующее о чудесах, совершенных Богом, при заступничестве Богородицы, по молитвам пред иконою «Неопалимая купина», не сохранило истории её обретения; в русской иконописи она известна с середины XVI века.